# Norival Rizzo
Norival Antônio Rizzo (São Paulo, 28 de abril de 1952) é um ator brasileiro de televisão, cinema e teatro.

## Biografia

### Formação acadêmica e início
Norival é nascido no bairro paulistano do Tatuapé, e é casado com Fátima Teixeira desde 2000.
Formou-se pela Escola de Comunicações e Artes da Universidade de São Paulo (ECA) em 1977. Com mais de 30 anos de trabalho artístico profissional, já atuou em diversos espetáculos teatrais, filmes, novelas etc..

### Crescimento
Dentre as várias peças em que atuou, destacam-se "Besame Mucho", "A História do Homem"; "As Bruxas Estão Soltas" (diretor e ator);"Marido Bandeira 2" (ator, diretor e produtor) "O Santo e a Porca"; "Acorda, Brasil"; "Sua Excelência - O Candidato", "A Cabra ou Quem é Sylvia?".
Na televisão, em 1990, fez parte do programa "Rá Tim Bum", interpretando Esfinge e as pirâmides do Egito. Apresentou, em 1992, o programa infantil "X-Tudo", da TV Cultura, ao lado de Márcio Ribeiro. Eles trocavam de papel no quadro "Você Sabia?". Norival era Apresentador e Márcio era participante.
No cinema, Norival Rizzo atuou em "Fogo e Paixão" (1988); "Opressão" (1993); "Um Céu de Estrelas" (1996).
Em 2008, Norival Rizzo está filme "Fim da Linha", ao lado de Leonardo Medeiros, Lulu Pavarin, Maria Padilha, Gisela Reimann, Ivan Capúa, dentre outros. "Fim da Linha" foi o último trabalho do ator Rubens de Falco, falecido em 22 de fevereiro de 2008.
Na TV, também em 2008, participou da minissérie "9mm: São Paulo" (2008) e do telefilme "A Noiva", produzido pela TV Cultura.
Em 2017, interpretou Fernando Henrique Cardoso no filme O Real - O Plano Por Trás da História.
Recentemente, ele atuou em Apocalipse, onde viveu o Dr. Rubem Aisen.

## Carreira

### Cinema
| Ano  | Título                                                    | Direção de:                | Personagem                |
| ---- | --------------------------------------------------------- | -------------------------- | ------------------------- |
| 1988 | Fogo e Paixão                                             | Isay Weinfeld Marcio Kogan | Motorista                 |
| 1990 | A Causa Secreta                                           | Sergio Bianchi             | –                         |
| 1993 | Opressão (curta-metragem)                                 | Mirella Martinelli         | –                         |
| 1995 | Um Céu de Estrelas                                        | Tata Amaral                | ator de TV                |
| 1996 | Tônica Dominante                                          | Tina Chamie                | –                         |
| 1996 | O Menino, a Favela e as Tampas de Panela (curta-metragem) | Cao Hamburger              | –                         |
| 2000 | A Caravela                                                | Rodolfo Ancona Lopez       | –                         |
| 2000 | Toda Donzela tem um pai que é um                          | –                          | general                   |
| 2002 | A Ovelha Preta                                            | –                          | Cardoso                   |
| 2005 | Quanto Vale ou é por Quilo?                               | Sérgio Bianchi             | –                         |
| 2005 | Fim da Linha                                              | Gustavo Steinberg          | –                         |
| 2007 | Um Homem Qualquer                                         | Caio Vecchio               | Tico                      |
| 2007 | Nome Próprio                                              | Murilo Salles              | pai de Guilherme          |
| 2007 | Linha de Passe                                            | Valter Salles              | treinador                 |
| 2008 | Carmo                                                     | Murilo Pasta               | Alberto Chagas            |
| 2010 | O Voo do Avestruz (curta-metragem)                        | Clara Izabela              | Lauro                     |
| 2011 | VIPs                                                      | Toniko Melo                | pai de Marcelo            |
| 2012 | 2 Coelhos                                                 | Afonso Poyart              | Hermes                    |
| 2013 | Giovanni Improtta                                         | José Wilker                | Aureliano                 |
| 2016 | Magal e os Formigas                                       | Newton Cannito             | João                      |
| 2017 | Real - O Plano Por Trás da História                       | Rodrigo Bittencourt        | Fernando Henrique Cardoso |
| 2019 | Hebe: A Estrela do Brasil                                 | Maurício Farias            | Dr. Flávio Wendel         |
| 2021 | Eu Sou Mas Eu                                             | Fabio Zanoni               | Bruno                     |
| 2023 | TPM! Meu Amor                                             | Eliana Fonseca             | Anísio                    |
| 2024 | Silvio                                                    | Marcelo Antunez            | Delegado Oswaldo          |

### Televisão
| Ano     | Nome                               | Personagem                                              | Nota                                      |
| ------- | ---------------------------------- | ------------------------------------------------------- | ----------------------------------------- |
| 1988    | Revistinha                         | Apresentador                                            |                                           |
| 1990    | Rá-Tim-Bum                         | Esfinge                                                 |                                           |
| 1990    | Rainha da Sucata                   | Jackson (Funcionário do cemitério)                      | Participação especial                     |
| 1991    | Mundo da Lua                       | Nelson (treinador de Lucas no campeonato de video-game) | Episódio: "Silva e Silva Super Star"      |
| 1992    | X-Tudo                             | Apresentador                                            |                                           |
| 1992    | Perigosas Peruas                   | Bombeiro Marcos                                         |                                           |
| 1994    | As Pupilas do Senhor Reitor        | Juca                                                    |                                           |
| 1996    | Colégio Brasil                     | Prof. Mister John                                       |                                           |
| 1996    | Sai de Baixo                       | –                                                       | 1 episódio                                |
| 1997    | Os Ossos do Barão                  | Padre Joaquim                                           |                                           |
| 1999    | Galera na TV                       | –                                                       |                                           |
| 2000    | Telecurso 2000                     | Vários personagens                                      |                                           |
| 2001    | O Direito de Nascer                | Inspetor Pedro                                          |                                           |
| 2001    | Acampamento Legal                  | Vira-Lobos                                              |                                           |
| 2007    | Amazônia, de Galvez a Chico Mendes | Maia                                                    |                                           |
| 2008    | O Telescópio, de Jorge Andrade     | Francisco                                               |                                           |
| 2008    | A Noiva                            | Albertino                                               |                                           |
| 2008    | Dance Dance Dance                  | Otávio Garcia                                           |                                           |
| 2008    | 9mm: São Paulo                     | Horácio                                                 |                                           |
| 2011    | Eh com VC!                         | Tio Alberto                                             |                                           |
| 2012    | Fina Estampa                       | Padre Renato                                            |                                           |
| 2012    | Sessão de Terapia                  | Antônio Dantas                                          | Episódio: "37"                            |
| 2013    | Sangue Bom                         | Silvério de Souza                                       |                                           |
| 2014    | Alto Astral                        | Walter Escobar                                          |                                           |
| 2016    | Cúmplices de Um Resgate            | Prefeito do vilarejo (Avô de Sabrina)                   |                                           |
| 2016    | Haja Coração                       | Dr. Alexsander Andrade                                  |                                           |
| 2016–17 | Máximo & Confúcio                  | Benedito (Dito)                                         |                                           |
| 2016–17 | 171: Negócio de Família            | Moreira                                                 |                                           |
| 2017    | Apocalipse                         | Rubem Aisen                                             | Episódios: "21 de novembro–8 de dezembro" |
| 2018    | 3%                                 | Olavo                                                   | Episódio: "Colar"                         |
| 2019    | Jezabel                            | Asa, rei de Judá                                        |                                           |
| 2020    | Spectros                           | Mário Severo                                            |                                           |
| 2021    | Gênesis                            | Kiassare                                                | Fase: Ur dos Caldeus                      |
| 2022    | Rota 66                            | Dom Paulo                                               | 1 episodio                                |
| 2024    | Os Parças - A Série                | Alceu                                                   |                                           |

| Programa      | Função       | Rádios                       |
| ------------- | ------------ | ---------------------------- |
| Show de Rádio | Ator e Autor | (Rádio Bandeirantes/Trianon) |

### Teatro
- 1978 - O Segredo do Velho Mudo .... (de Nelson Xavier / direção: Iacov Hillel)
- 1980 - Foi Bom Meu Bem? .... (de Alberto de Abreu / direção: Ewerton de Castro)
- 1981 - Cala a Boca Já Morreu .... (de Alberto de Abreu / direção: Ednaldo Freire)
- 1982 - Besame Mucho .... (de Mário Prata / direção: Roberto Lage)
- 1985 - Minha Nossa .... (de Carlos Alberto Sofredini / direção: Carlos Alberto Sofredini/Walter Padegursch)
- 1985 - Papai e Mamãe Conversando sobre Sexo .... (de Mário Prata/Marta Suplicy / direção: Flávio de Souza)
- 1985 - Inimigos de Classe .... (de Nigel Willians / direção: Márcio Aurélio)
- 1986 - Muito Barulho por Nada .... (de Shakespeare / direção: Osmar Rodrigues Cruz)
- 1987 - Teledeum .... (de Alberto Boadela / direção: Cacá Rosset)
- 1990 - Antares .... (de Tide Nogueira / direção: Chico Medeiros)
- 1992 - De Pernas pro Ar .... (de Flávio de Souza / direção: Flávio de Souza)
- 1992 - A Megera Domada .... (de Shakespeare / direção: Eduardo Tolentino)
- 1994 - Corte Fatal .... (de Paul Portner / direção: Noemi Marinho)
- 1996 - A História do Homem .... (de João Falcão / direção: Roberto Lage)
- 1998 - Eles Fazem a Festa .... (de Pascoal Lourenço / direção: Calixto de Inhamus)
- 1999 - Lembrar é Resistir .... (direção: Silnei Siqueira)
- 2001 - Órfãos de Jânio .... (de Millôr Fernandes / direção: Eduardo Tolentino)
- 2002 - Executivos .... (de Daniel Besse / direção: Eduardo Tolentino)
- 2002 - Acampamento Legal .... ator e diretor (de Armando Ligori / direção: Norival Rizzo)
- 2003 - Marido Bandeira 2 .... ator, diretor e produtor (direção: Norival Rizzo)
- 2005 - O Santo e a Porca .... (de Ariano Suassuna / direção: Alexandre Reinecke)
- 2005 - Oração para um Pé-de-Chinelo .... (de Plínio Marcos / direção: Alexandre Reinecke)
- 2006 - Acorda Brasil .... (de Antonio Ermírio de Moraes / direção: José Possi Neto)
- 2006 - Sua Excelência, o Candidato .... (de Marcos Caruso/Jandira Martini / direção: A. Reinecke)
- 2009 - A Cabra ou Quem è Silvia? .... (de Edward Albee / adaptação/direção: Jô Soares)
- 2010 - 12 Homens e uma Sentença .... (de Reginald Rose / direção: Eduardo Tolentino)[7]
- 2011 - Adultérios .... (de Woody Allen / direção: Alexandre Reinecke)
- 2015 - O sucesso a qualquer preço (baseado na peça de David Mamet/ direção: Alexandre Reinecke)

## Prêmios e indicações
Por sua atuação na peça "Oração para um Pé-de-chinelo", texto maldito do autor Plínio Marcos, Norival Rizzo recebeu o 18º Prêmio Shell de melhor ator em 2005 e foi indicado ao prêmio de melhor ator da APCA, em 2006. O prêmio de melhor atriz ficou com Denise Weinberg, pelo trabalho na mesma peça. Escrita em 1969 e censurada até 1979, a peça relata o conflito entre uma prostituta e dois bandidos num barraco.
Recebeu o Prêmio de Melhor Ator de TV do ano de 2008 das Organizações Globo, através da Revista Quem, pelo seu trabalho como Horácio, no seriado "São Paulo 9 MM", do canal FOX.
O seriado "São Paulo 9 MM" recebeu também o prêmio de melhor seriado de televisão de 2008, pela APCA.